# Harpactea hispana
Harpactea hispana là một loài nhện trong họ Dysderidae.
Loài này thuộc chi Harpactea. Harpactea hispana được Eugène Simon miêu tả năm 1882.